# Cratere Nairne
Nairne è un cratere sulla superficie di Mercurio.